# 塔河県
塔河県（とうが-けん）は中華人民共和国黒竜江省大興安嶺地区に位置する県。県人民政府駐地は塔河鎮。

## 地理
塔河県は、呼瑪県に続く大興安嶺山脈の北麓、黒竜江南岸に位置する。アムール川(黒竜江)につながる右岸支流の一つ呼瑪河が流れている。

## 歴史
1960年8月、呼瑪県に設置された塔河鎮を前身とする。1964年8月、大興安嶺特区が設置される際、下部に行政機構と国営企業を一体化した県級の松嶺・新林・呼中・塔河の4区の設置を決定し、塔河鎮に塔河区人民委員会が設置された。1981年5月14日、塔河区及び呼瑪県中部の依西肯・開庫康・十八站の3人民公社を統合し塔河県が設置された。

## 行政区画
下部に5鎮、1郷、1民族郷を管轄：
- 鎮：塔河鎮、瓦拉干鎮、盤古鎮、古駅鎮、開庫康鎮
- 郷：依西肯郷
- 民族郷：十八站オロチョン民族郷

## 交通

### 鉄道
- 中国国家鉄路集団
  - 中国鉄路ハルビン局集団公司
    - 富西線（ジャグダチ方面）- 塔河駅（中国語版） - 繍峰駅（中国語版） - 瓦拉干駅（中国語版） - 西羅奇駅（中国語版） - 蒙克山駅（中国語版） - 盤古駅（中国語版） - 樟嶺駅（中国語版） - 聶河駅（中国語版） -（漠河方面）

### 道路
- 省道
  -  207省道
  -  209省道
- 県道
  -  199県道
  -  200県道
  -  201県道

## 健康・医療・衛生
- 塔河県人民医院
- 黒竜江省塔河県第二人民医院
- 塔河県中医院